# Prodigal
Pour plus de détails, voir Fiche technique et Distribution.
Prodigal est un court métrage américain réalisé par Benjamin Grayson, sorti en 2011.

## Fiche technique
- Titre original : Prodigal
- Réalisation : Benjamin Grayson
- Scénario : Travis Crim, Benjamin Grayson
- Direction artistique : Eric Jihwan Jeon
- Décors : Brittany Bradford
- Costumes : Anna Seltzer
- Photographie : Polly Morgan, Haris Zambarloukos
- Montage : Richard Conkling, Daniel McGivray (post-production)
- Musique : Ran Jackson
- Production : Trenton Waterson
  - Production déléguée : Annie Baria, Joseph Malloch
- Budget : 
  - 60 000 $ US[2] (estimation)
- Pays d'origine : États-Unis
- Année : 2011
- Langue originale : anglais
- Format : couleur
- Genre : court métrage, science-fiction
- Durée : 26 minutes
- Dates de sortie : 
  -  États-Unis : 1er septembre 2011

## Distribution
- Kenneth Branagh : Mark Snow
- Winter Ave Zoli : Angela O'Neil
- Jennifer Morrison : Agent Rachel Mintz / Mrs. Tracy
- Travis Crim : David O'Neill
- Taylor Kinney : Agent Brad Searcy
- Jade Pettyjohn : Samantha O'Neil
- Annie Baria : Serveuse
- Taegan Crim : Écolière #1
- Olivia Rubin : Écolière #2
- Olivia Dutcher : Écolière #3
- Spencer Kelly : Valet
- Josh Latzer : Manager
- Daniel Pittack : Mécanicien